# Мартин Янакієв
Мартин Дімітров Янакієв (болг. Мартин Димитров Янакиев; нар. 8 березня 1983, Бургас) — болгарський спортсмен, академічний веслувальник.
Мартин — молодший брат Іво Янакієва, академічного веслувальника, призера Олімпійських ігор.
Батько — Дімітар Янакієв, академічний веслувальник, учасник трьох Олімпійських ігор.
Мати — Наташа Петрова, байдарочниця, чемпіонка і призерка чемпіонатів світу.

## Спортивна кар'єра
1999 року Мартин Янакієв взяв участь в змаганнях четвірок парних на молодіжному чемпіонаті світу, де їх екіпаж зайняв вісімнадцяте місце.
На молодіжному чемпіонаті світу 2000 року Янакієв знов взяв участь в змаганнях четвірок парних, і їх екіпаж зайняв чотирнадцяте місце.
На молодіжному чемпіонаті світу 2001 року Янакієв виступав в одиночках і був четвертим.
2002 року на Кубку світу з веслування спробував сили в парі з братом Іво Янакієвим в двійках парних. 2005 року брати Янакієви поновили виступи в двійках парних. На чемпіонаті світу 2005 року Янакієви були четвертими. На чемпіонаті світу 2006 року Янакієви були п'ятими.
На Олімпійських іграх 2008 в Пекіні Мартин Янакієв з Іво Янакієвим стали десятими в змаганнях двійок парних.
На чемпіонаті Європи 2008 року Мартин Янакієв в одиночках був шостим, після чого завершив спортивну кар'єру.